# Diocesi di Acque di Bizacena
La diocesi di Acque di Bizacena (in latino Dioecesis Aquensis in Byzacena) è una sede soppressa e sede titolare della Chiesa cattolica.

## Storia
Acque di Bizacena, identificabile con l'oasi di El-Hamma nel governatorato di Gabès in Tunisia, è un'antica sede episcopale della provincia romana di Bizacena.
A questa sede africana gli autori attribuiscono tre vescovi, benché non in modo unanime. Il primo vescovo è Ianuario, vescovo donatista della setta dei massimianisti, ossia di coloro che sostennero la causa di Massimiano contro Primiano di Cartagine; il nome di Ianuario, episcopus Aquenensis, si trova tra le sottoscrizioni della lettera sinodale del concilio di Cabarsussi del 393.
Secondo vescovo attribuito a questa diocesi è Vittoriniano, vescovo donatista, che prese parte alla conferenza di Cartagine del 411, che vide riuniti assieme i vescovi cattolici e donatisti dell'Africa romana; la diocesi in quell'occasione non aveva un vescovo cattolico. Secondo Asellico di Turuso, Vittoriniano era un semplice prete, ordinato vescovo durante il viaggio verso Cartagine poiché il suo predecessore era stato colto in flagrante adulterio e sottoposto a processo.
Ultimo vescovo attribuito a questa sede è Crescente, metropolitanus Aquitanae civitatis, che, tra il 445 e il 454, fu esiliato dal re Genserico, secondo quanto racconta Vittore di Vita; il suo nome figura nel Martirologio Romano alla data del 28 novembre.
Dal 1933 Acque di Bizacena è annoverata tra le sedi vescovili titolari della Chiesa cattolica; dal 30 luglio 2020 il vescovo titolare è Nikolaj Gennad'evič Dubinin, O.F.M.Conv., vescovo ausiliare della Madre di Dio a Mosca.

## Cronotassi

### Vescovi
- Ianuario † (menzionato nel 393) (vescovo donatista)
- Vittoriniano † (menzionato nel 411) (vescovo donatista)

- San Crescente † (menzionato nel 445/454)

### Vescovi titolari
- Hendrick Joseph Cornelius Maria de Cocq, SS.CC. † (10 febbraio 1964 - 21 giugno 1966 nominato vescovo di Rarotonga)
- Livio Reginaldo Fischione, O.F.M.Cap. † (29 settembre 1966 - 11 giugno 2009 deceduto)
- Milton Kenan Júnior (28 ottobre 2009 - 5 novembre 2014 nominato vescovo di Barretos)
- Jorge Martín Torres Carbonell (21 novembre 2014 - 30 giugno 2020 nominato vescovo di Gregorio de Laferrere)
- Nikolaj Gennad'evič Dubinin, O.F.M.Conv., dal 30 luglio 2020